# Ravioli
Ravioli su vrsta tjestenine koja se sastoji od nadjeva omotanog tankim slojem tjestenine. Obično se poslužuju u juhi ili s umakom, a nastali su kao tradicionalno jelo u talijanskoj kuhinji.
Najraniji spomen ovog jela pojavljuje se u osobnim pismima Francesca di Marca Datinija, trgovca iz Prata u 14. stoljeću.